# Bismarckhaus (Leipzig)

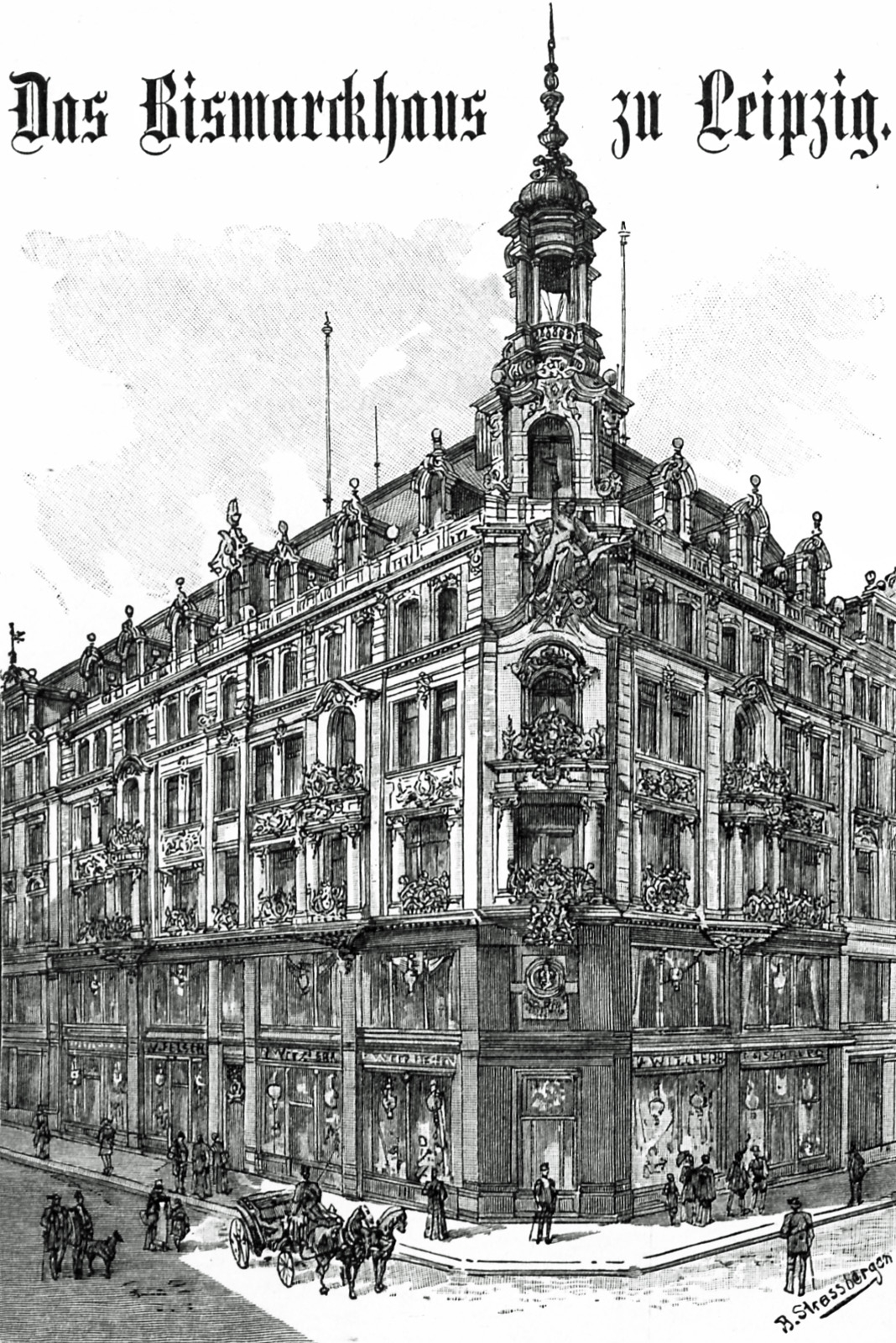
Das Bismarckhaus 1897

Das Bismarckhaus war ein Geschäftshaus, das von 1895 bis 1943 am Markt in Leipzig stand.

## Lage und Gestalt
Das Bismarckhaus befand sich an der südwestlichen Ecke des Marktplatzes an der Abzweigung der Thomasgasse und erstreckte sich entlang dieser. Es hatte die Adressen Markt 14/15 und Thomasgasse 2.
Das Haus war ein fünfstöckiger Bau im Stil des Historismus. Das Dach wies zum Markt drei und zur Thomasgasse sieben verzierte Giebelgauben auf. Die Besonderheit des Hauses war, dass es in Europa das erste Privathaus war, dessen tragende Elemente sämtlich aus Eisen waren und Stein nur zur Ausfüllung verwendet wurde. Haustechnisch war der Bau auf der Höhe der Zeit ausgestattet.
Die reich geschmückte Fassade hatte ihren Höhepunkt in der Eckabschrägung. Über dem Eckeingang befand sich ein großes Bronzemedaillon des Fürsten Bismarck mit der Unterschrift „Dem besten Deutschen. 1. April 1895“. Auf der Verdachung des Erkers ruhte eine mächtige Bronzegruppe: Ein Adler trug eine weibliche Gestalt, die Patria, welche im linken Arm ein Schild mit Bismarcks Namen hielt und mit der Rechten eine lorbeerumwundene Fackel emporstreckte. Abgeschlossen wurde die Gebäudeecke durch einen Turmaufbau mit offener Laterne.

## Geschichte
Im Jahr 1894 ließ der Leipziger Kürschnermeister Ferdinand Witzleben zwei Häuser am Markt (Nr. 14 und 15) niederreißen und durch den Architekten Ottomar Jummel sein neues Geschäftshaus errichten. Die freigelegten Grundstücke wurden nicht zur Gänze bebaut, sondern im südlichen Teil die Thomasgasse verbreitert. Da die Pelzmanufaktur Witzleben bereits für die Familie Bismarck gearbeitet hatte, bat Witzleben, Bismarcks Namen für sein Haus verwenden zu dürfen, was ihm vom Altkanzler gewährt wurde. Teile des Fassadenschmucks steuerte der Bildhauer Adolf Donndorf bei.
Neben der Pelzwarenmanufaktur Witzleben als Hausherr mieteten sich, zum Teil mit getrennten Eingängen und Raumgruppen über mehrere Etagen, die folgenden Firmen ein: „F. G. Mylius – Papier- und Comptoirutensilien“ (mit eigener Druckerei), „F. H. Schüler – eleganter Putz und Damenmode“, „Wilhelm Felsche – Schokoladen- und Kakaofabrik“ sowie das „Bankgeschäft Bruhm und Schmidt“. In der Folgezeit gab es auch Wechsel, das Modehaus-Schüler zog beispielsweise 1905 wieder aus.

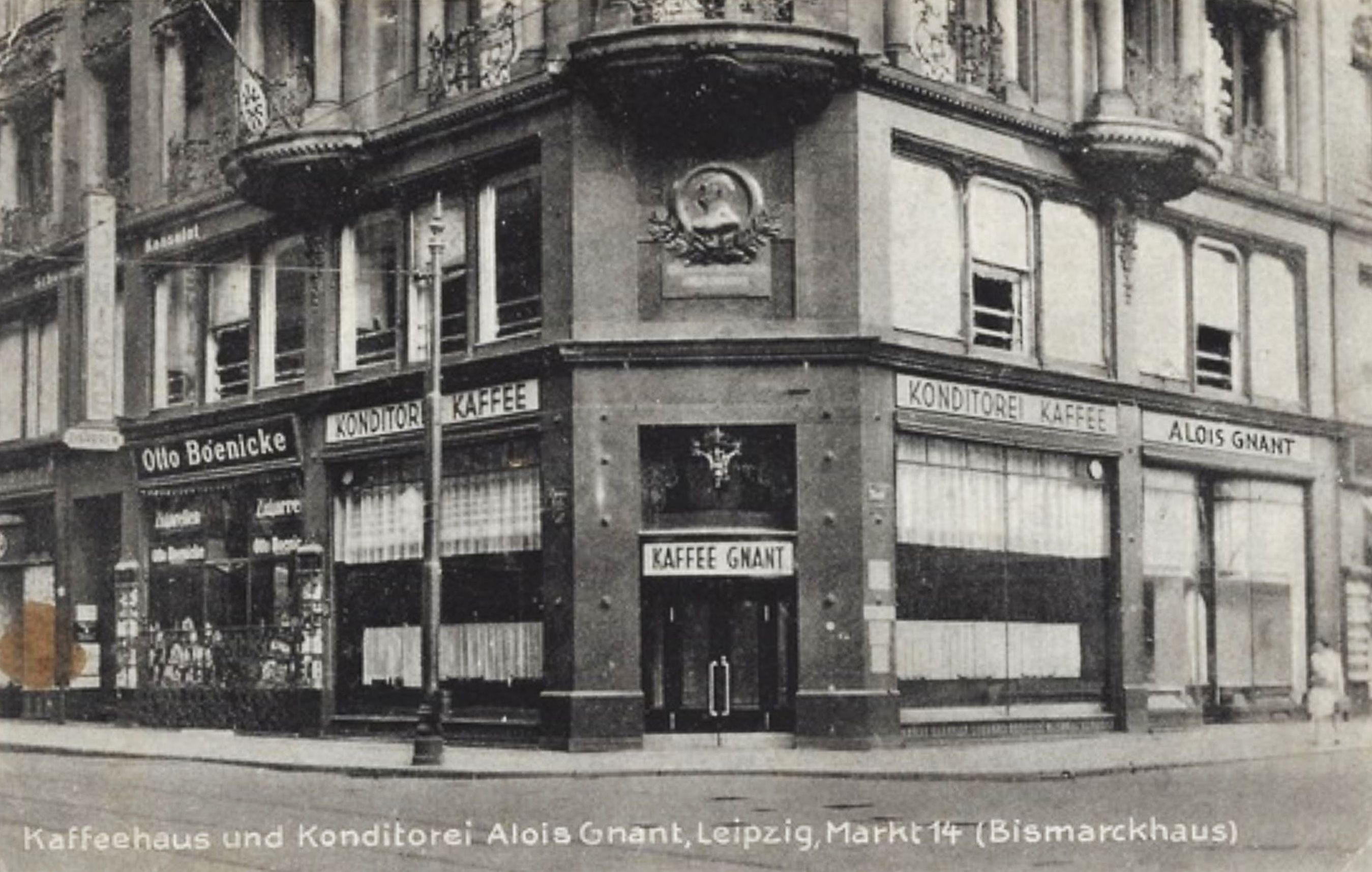
"Konditorei Kaffee Alois Gnant" im Bismarckhaus zur Eröffnung 1930

1929 kauften die Geschwister Minna und Albert Gnant die Immobilie und richteten im Eckbereich über zwei Etagen ein Café – Konditorei Kaffee Alois Gnant – ein. Das Café Gnant war in Leipzig berühmt wegen seiner riesigen Windbeutel.
Das Bismarckhaus wurde beim Bombenangriff vom 4. Dezember 1943 auf Leipzig zerstört. Später wurden die Ruinen in zwei Etappen (1952 und 1959) abgebrochen und der Platz blieb viele Jahre unbebaut. In den Jahren 1963 bis 1965 wurde auf ihm und den nördlichen Nachbargrundstücken ein siebenstöckiges Mehrzweckgebäude errichtet, in welches unter anderem das Leipziger Messeamt einzog.
Im Sommer 2001 wurde das Messeamtsgebäude abgerissen und an seiner Stelle die Marktgalerie erbaut, ein Wohn- und Geschäftsbau mit unterschiedlichen Fassadenteilen zum Markt. Dem ehemaligen Bismarckhaus entspricht in etwa ein Stück des südlichen Gebäudeteils mit dem Kaufhaus Breuninger.

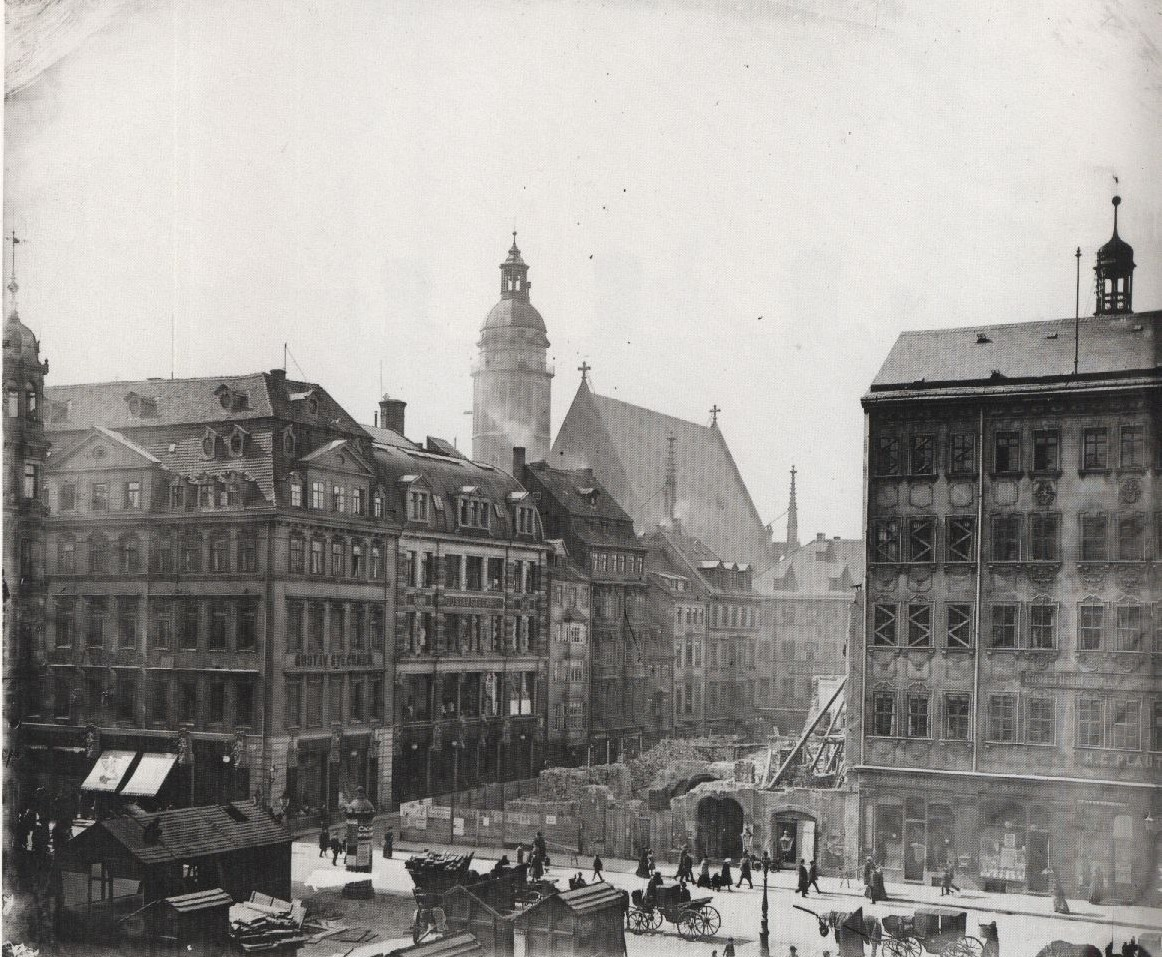
Abriss der Vorgängerhäuser
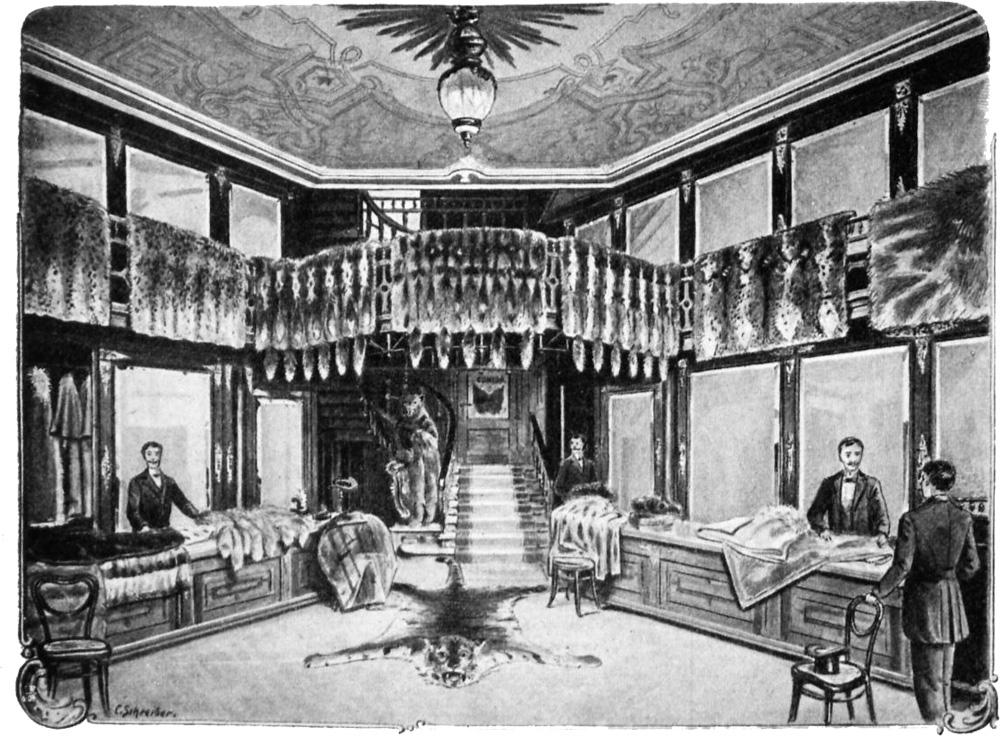
Pelzmoden Witzleben im Bismarckhaus
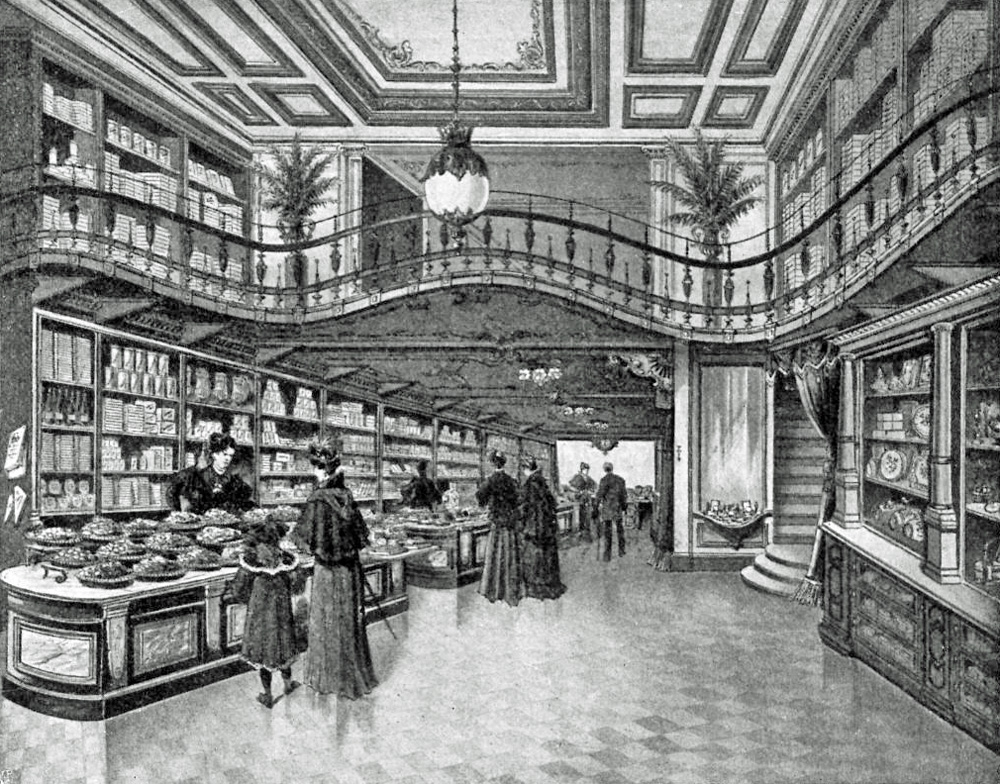
Schokolade und Kakao Wilhelm Felsche
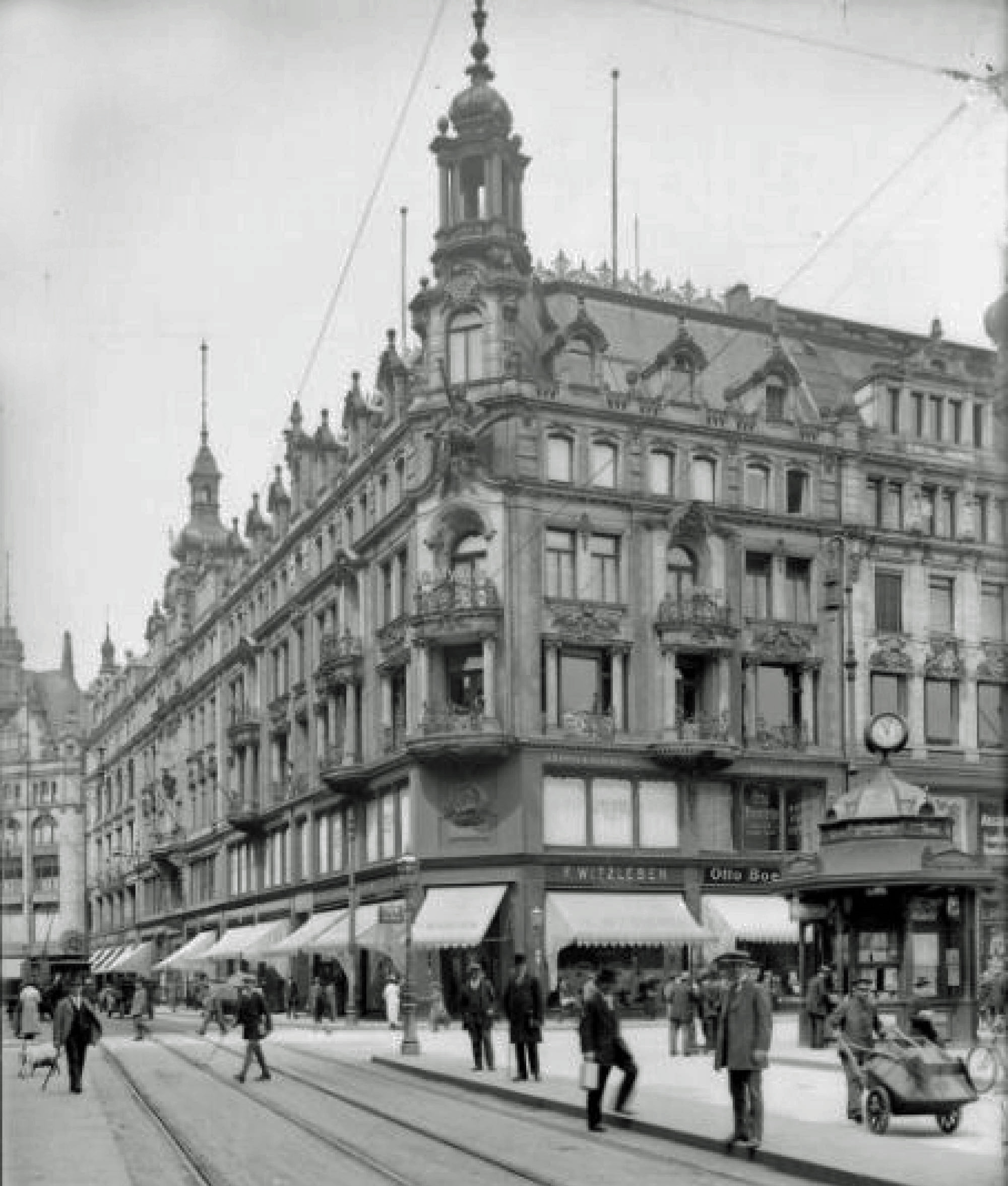
Das Bismarckhaus um 1920
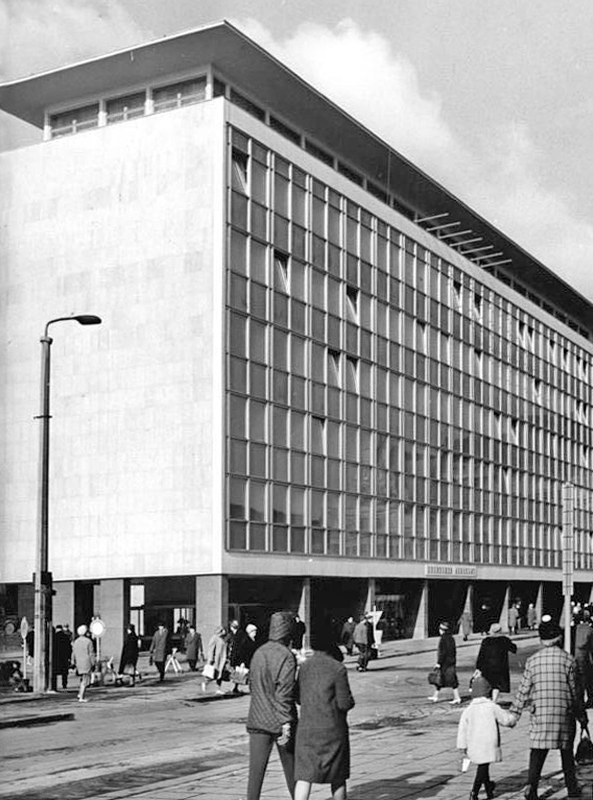
Das Messeamt 1965
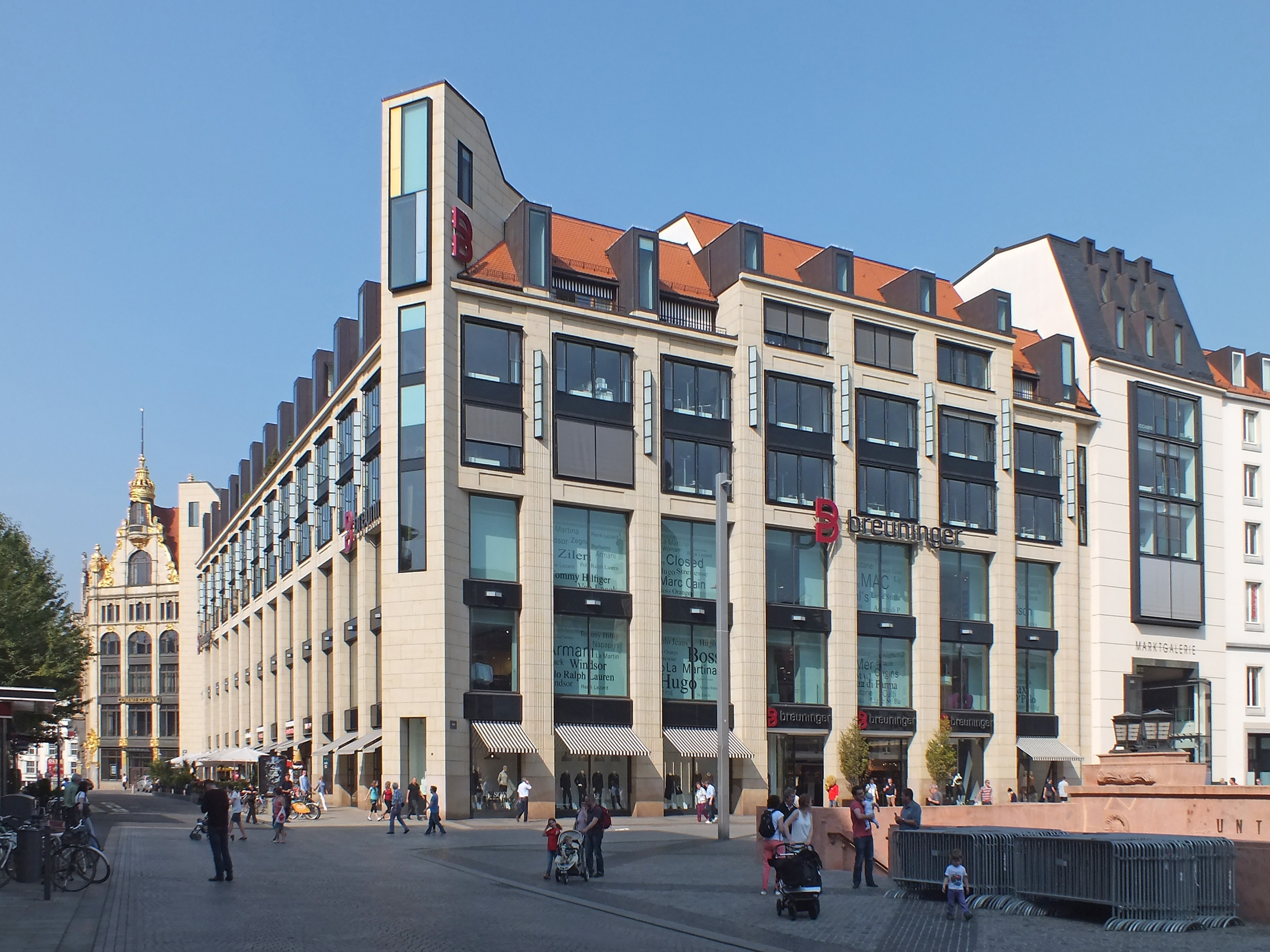
Die Marktgalerie 2014